# Vogue
Vogue er et internationalt mode- og livsstilsmagasin som udkommer i 18 forskellige lande. Magasinet blev grundlagt i USA i 1892 af Arthur Baldwin Turnure, som drev det frem til sin død i 1909, hvorefter forlaget Condé Nast Publications overtog udgivelsen. Den britiske udgave af Vogue blev udgivet første gang i 1916 og den franske udgave kom i 1920. Seneste udgivelser er Vogue China, Vogue India og Vogue Turkey.

## Publicering
I 1960-tallet var Diana Vreeland (1903-89) leder på den amerikanske udgave af Vogue. Hun arbejde på at gøre Vogue mere rettet mod den yngre generationen, som på den tiden stod for tankefrihed og den seksuelle revolution. Dette afspejledes i modereportagen. Modeller som Twiggy, Penelope Tree, Marisa Berenson, Veruschka og Jean Schrimpton (The Shrimp) kom i magasinet. 
1972 tog Grace Mirabella over og gjorde Vogue til en månedsudgave, tidligere kom det kun hver anden måned. Fokusset blev rettet mod mere praktisk modetøj, som også kunne erhverves af mellemklassen. Siden 1988 har Anna Wintour været chefredaktør for den amerikanske udgave.